# Aegidinus guianensis
Aegidinus guianensis är en skalbaggsart som beskrevs av John Obadiah Westwood 1845. Aegidinus guianensis ingår i släktet Aegidinus och familjen Hybosoridae. Inga underarter finns listade i Catalogue of Life.